# Bomolocha internalis
Bomolocha internalis är en fjärilsart som beskrevs av Robinson 1870. Bomolocha internalis ingår i släktet Bomolocha och familjen nattflyn. Inga underarter finns listade i Catalogue of Life.